# Linda Zilliacus
Linda Elvira Zilliacus (født 25. april 1977 i Helsinki) er en finlandssvensk skuespiller. Hun er siden 2001 gift med Tobias Zilliacus, og de har 3 børn.

## Udvalgt filmografi
- Spioner (1999)
- Ondskab (2003)
- Om Sara (2005)
- Labyrint (tv-serie, 2007-2008)
- Maria Wern (tv-serie, 2011)
- Anno 1790 (tv-serie, 2011)
- Tsamo (2015)
- Tykkere end vand (tv-serie, 2016)
- Heroes of the Baltic Sea (tv-serie, 2016)
- Dirigenten (tv-serie, 2018)
- Spiral (kortfilm, 2022)
- Håkan Bråkan 2 (2024)